# Epimetopidae
Epimetopidae (лат.) — семейство полуводных жуков из надсемейства гидрофилоидные (Hydrophiloidea), близкое к водолюбам, с которыми их иногда объединяют. Около 70 видов, обитающих в тропиках Америки, Африки и Азии.

## Описание
Полуводные жуки, обитающие на краях ручьёв и мелких пресноводных водоемов. Эти жуки меньше полсантиметра в длину (от 1,2 до 4,3 мм) и имеют переднеспинку с центральным выступом, образующим навес над головой. Окраска тела от жёлто-коричневой до буровато-чёрной. Усики 9-члениковые с булавой из трёх сегментов. Лапки пятичлениковые, формула лапок 5-5-5 у большинства видов (Eumetopus, Eupotemus, большинство Epimetopus) или 4-4-4 (Epimetopus costatus group). На нижней стороне брюшка видны только четыре стернита. Существует менее сотни видов из трёх родов: Epimetopus, обитающих в Новом Свете, в основном неотропические, Eupotemus с афротропическими видами и Eumetopus с несколькими ориентальными видами. Имеющиеся данные по биологии Epimetopidae показывают, что большинство видов населяет песчаные или илистые окраины ручьев или рек. Самки переносят пакеты яиц на нижней стороне брюшка; таким образом, Epimetopidae являются одной из трёх независимых ветвей Hydrophiloidea, в которых развилось это поведение. Личинки известны только для Epimetopus и характеризуются морфологической адаптацией к питанию путем прокалывания и сосания, закрытой трахеальной системой и брюшными жабрами; личинки Eumetopus и Eupotemus остаются неизвестными, и необходимы дальнейшие исследования, чтобы подтвердить, демонстрируют ли они те же приспособления, что и Epimetopus.

## Классификация
Около 70 видов, 3 рода. Иногда Epimetopidae рассматривается в ранге подсемейства Epimetopinae Zaitzev, 1908 в составе Hydrophilidae.
- Epimetopus Lacordaire, 1854 (56 видов, Америка)
- Eumetopus Balfour-Browne, 1949 (8 видов, Азия)
- Eupotemus Ji & Jäch[нем.], 1998 (8 видов, Африка)